# Christof Van Goethem
Christof Van Goethem (20 augustus 1979) is een Belgisch voormalig volleyballer.

## Levensloop
Van Goethem was actief bij Volley Menen, in 1999 maakte hij de overstap naar VCZ Amber Antwerpen. Hierop aansluitend was hij actief bij Schuvoc Halen, VC Lennik en VC Averbode. In 2008 keerde hij terug naar Antwerpen, alwaar hij actief werd bij Topvolley Antwerpen. Vervolgens kwam Van Goethem uit voor PNV Waasland, VC Puurs en Axis Guibertin. Hij sloot zijn spelerscarrière af bij VC la Chaîne Orp, alwaar hij tevens trainer was. Later was hij coach bij Brabo Antwerp VT, een functie die hij uitoefende tot 2022.
Daarnaast was hij actief bij het Belgisch volleybalteam, waarmee hij onder meer deelnam aan het Europees kampioenschap van 2007.